# Pseudocheylidae
Pseudocheylidae (лат.) — семейство хищных тромбидиформных клещей из подотряда Prostigmata. Космополитная группа. В мире известно около 10 видов.

## Описание
Встречаются всесветно (космополитно). Длина тела от 0,23 мм до 1,1 мм окраска от бесцветной до красноватой. Развита бороздка между проподосомой и гистеросомой. Слабосклеротизированные клещи с вытянутым телом. Хищники, живущие в разнообразных условиях (во мхах, лесном подстилочном слое, в гнёздах птиц, под корой (Baker & Atyeo 1964).

## Систематика
Около 10 видов. Вместе с тремя небольшими семействами Adamystidae, Anystidae и Teneriffiidae входит в состав надсемейства Anystoidea.
Таксон был впервые выделен в 1909 году голландским зоологом Антоном Корнелием Аудемансом (Anthonie Antoon Cornelis Oudemans Jzn; 1858—1943).
Сходное название имеет семейство Pseudochelidae De Grave & Moosa, 2004, образованное для рода ракообразных Pseudocheles  Chace & Brown, 1978 (Bresilioidea, Decapoda).
- Anoplocheylus Berlese, 1910 (=Rhagina Womersley, 1935)[9][10]
  - Anoplocheylus clavatus Baker & Atyeo, 1964
  - Anoplocheylus europaeus Berlese, 1910[11]
  - Anoplocheylus paraclavatus van-Dis & Veckermann, 1991 — Южная Африка
  - Anoplocheylus protea (Womersley, 1935) (=Rhagina protea) Womersley, 1935
  - Anoplocheylus reticulatus van-Dis & Veckermann, 1991 — Южная Африка
  - Anoplocheylus tellustrus van-Dis & Veckermann, 1991 — Южная Африка
- Neocheylus Trägårdh, 1906
  - Neocheylus collis Baker & Atyeo, 1964
  - Neocheylus natalensis Trägårdh, 1906
- Pseudocheylus Berlese, 1888[12][13]
  - Pseudocheylus biscutatus Berlese, 1888
- ? Stigmocheylus Berlese, 1910 (=Hemitarsocheylus Soliman & Zaher, 1975)
  -  ? Stigmocheylus brevisetus Berlese, 1910